# Kvarngölen (Norra Vi socken, Östergötland)
Kvarngölen är en sjö i Ydre kommun i Östergötland och ingår i Motala ströms huvudavrinningsområde.